# FMK-3
FMK-3は、1970年代にアルゼンチンで設計・製造された短機関銃である。

## 概要
本銃は、1974年頃にアルゼンチン国営造兵総局隷下のドミンゴ・マテウ小火器工廠（Fábrica Militar de Armas Portables Domingo Matheu。略称はFM AP「DM」）が設計した。
オープンボルト方式の短機関銃で、全長を短くするために円筒形のL字ボルトを採用し、マガジンはグリップ内に装着する。レシーバーやグリップはスチール板のプレス加工で、フォアアームはプラスチック製、ストックはアメリカ合衆国製のM3サブマシンガンに似た、伸縮式のスチールワイヤータイプである。グリップの上部左側にセレクターが、後部にはグリップセイフティが配置されている。射撃モードはセミ/フルオートの切り替えが可能。
アルゼンチン軍と警察で採用されたほか、輸出も行われている。

## 派生型
FMK-5
民間向けのセミオートモデル。

## 運用国
アルゼンチン - アルゼンチン軍、アルゼンチン警察